# Internationale kaars
De internationale kaars (IK) of normaalkaars is een verouderde natuurkundige eenheid van lichtsterkte die in 1909 werd ingevoerd in Frankrijk, Groot-Brittannië en de Verenigde Staten. Hoewel betrokken bij de definiëring bleef Duitsland vasthouden aan de Hefnerkaars. Beide eenheden werden in 1948 vervangen door de internationale SI-eenheid candela.
1 IK = 1,019 cd (Candela)
1 IK = 1,128 HK (Hefnerkaars)